# Région métropolitaine de Belém
- Sur la carte satellite, le vert et le violet représentent la région métropolitaine de Belém

La région métropolitaine de Belém ou Grand Belém (185e zone métropolitaine du monde), a été créée par une Loi complementaire fédérale en 1973, altérée en 1995, est une agglomération urbaine de 2 355 166 habitants (IBGE 2007), qui comprend les municipalités de :
- Ananindeua
- Belém
- Benevides
- Marituba
- Santa Bárbara do Pará
- Santa Isabel do Pará